# The Gullet
The Gullet (englisch für Der Schlund, in Argentinien Canal Garganta ‚Kehlenkanal‘, in Chile Angostura Gullet ‚Gullet-Enge‘) ist eine schmale Meerenge zwischen dem östlichen Ausläufer der Adelaide-Insel und der Arrowsmith-Halbinsel an der Loubet-Küste des Grahamlands im Norden der Antarktischen Halbinsel. Sie verbindet die Kopfenden der Hanusse-Bucht und des Laubeuf-Fjords.
Die Umgebung dieses schiffbaren Seewegs wurde erstmals im Jahr 1909 bei der Fünften Französischen Antarktisexpedition (1908–1910) unter der Leitung des Polarforschers Jean-Baptiste Charcot erkundet. Wenngleich sich Charcot unsicher war, ob es sich tatsächlich um einen Kanal handelt, findet er sich als solcher im Kartenmaterial dieser Forschungsreise wieder. Erstmals durchfahren und grob kartiert wurde er 1936 bei der British Graham Land Expedition (1934–1937) unter der Leitung des australischen Polarforschers John Rymill. Eine erneute Vermessung und die deskriptive Benennung nahmen 1948 Mitarbeiter des Falkland Islands Dependencies Survey vor.